# Xylobium sulfurinum
Xylobium sulfurinum är en orkidéart som först beskrevs av Lem., och fick sitt nu gällande namn av Rudolf Schlechter. Xylobium sulfurinum ingår i släktet Xylobium och familjen orkidéer. Inga underarter finns listade i Catalogue of Life.